# Viereckschanze u Stožic
Viereckschanze u Stožic je archeologická lokalita na okraji katastrálního území Stožice v okrese Strakonice. Nachází se mezi Stožicemi a Chelčicemi v místech s pomístním jménem V Šancích. Tvoří ji nepatrné pozůstatky čtyřúhelníkového ohrazení z doby laténské označovaného jako viereckschanze.

## Historie
Stožický ohrazený areál byl součástí nedostatečně prozkoumané laténské sídelní sítě v povodí řeky Blanice v prostoru od Bavorova po její soutok s Otavou. Je možné, že podobně jako jiné podobné lokality, souvisela s těžbou zlata. Pozůstatky jeho těžby se nachází 400 metrů jižně od areálu a pokračují k Truskovicím.

### Výzkum
Lokalita byla objevena v roce 2016 pomocí analýzy lidarových dat a následně prozkoumána nedestruktivními archeologickými metodami, které naznačily existenci laténské viereckschanze.  Povrchovým sběrem bylo získáno 906 zlomků pravěké, středověké a novodobé keramiky, přičemž pravěké střepy pochází z hrnců, mis se zataženým či zalomeným okrajem, zásobnic a dalších nádob.

## Popis
Objekt viereckschanze má čtvercový půdorys s délkou strany asi sto metrů. Na většině jeho plochy se nachází pole. Areál ohrazovaly val s příkopem. V dochované podobě vymezují vnitřní plochu terasovité hrany. Fragmenty příkopu se snad dochovaly v okolí nároží jižní a západní strany, ale jeho zbývající část je zcela zanesena. Přesto lze jeho průběh s pomocí ortofotosnímků a geofyzikálních měření rekonstruovat. Podél západní a severní strany původně protékal drobný potok, jehož tok byl zatrubněn.
Šířka příkopu se pohybovala od pěti do 6,5 metru. Místo vstupu je neznámé, ale na základě analogií a geofyzikálních dat se nacházelo nejspíše na východní straně. Zástavba doložená nálezy mazanice stávala u severního okraje areálu. Podle magnetometrických údajů se také v jižním nároží nacházela polozemnice a další podobná stavba stávala mimo ohrazení, asi třicet metrů severně od západního nároží příkopu.